# Dino Rogić
Dino Rogić (Köln, 8. svibnja 1984.) je hrvatski kazališni, filmski i televizijski glumac.

## Životopis
Dino Rogić rođen je 8. svibnja 1984. godine u njemačkom gradu Kölnu. Diplomirao je glumu na Akademiji scenskih umjetnosti u Sarajevu. Uz kazališne uloge, ostvario je i zapaženiju ulogu u filmu "Superglued". Televizijskoj publici predstavio se ulogom mladog radnika Mate Škopljanca u telenoveli "Larin izbor".

## Filmografija

### Televizijske uloge
- "San snova" kao Dujmović (2023.)
- "Oblak u službi zakona" kao liječnik (2022.)
- "Mrkomir Prvi" kao učitelj (2022.)
- "Bogu iza nogu" kao vlč. Dubravko Kos (2021. – danas)
- "I godina nova 2019." kao Jure Penava (2018.)
- "Na granici" kao Jure Penava (2018. – 2019.)
- "Der Kroatien Krimi" kao Pavel Marić (2016. – 2019.)
- "Kud puklo da puklo" kao Ivica Brkić (2015.)
- "Počivali u miru" kao Igor Aris (2015.)
- "Stella" kao konobar Mislav (2013.)
- "Larin izbor" kao Mate Škopljanac (2011. – 2013.)

### Filmske uloge
- "Po tamburi" kao NHTI #4 (2021.)
- "Broj 55" kao Kovač (2014.)
- "Cezar" (2012.)
- "Larin izbor: Izgubljeni princ" kao Mate Škopljanac (2012.)
- "Da vam nacrtam" (2011.)

### Sinkronizacija
- "Vrijeme je za avanturu: Daleke zemlje" kao Sir Soda (2021.)

## Vanjske poveznice
- Dino Rogić u internetskoj bazi filmova IMDb-u (engl.)
- Dino Rogić  Arhivirana inačica izvorne stranice od 1. prosinca 2018. (Wayback Machine) na Midikenn
- Dino Rogić  Arhivirana inačica izvorne stranice od 13. rujna 2018. (Wayback Machine) na ZONA Talent agency
- Dino Rogić na Instagramu